# 華特·佩吉特
華特·史坦利·佩吉特（英語：Walter Stanley Paget，1863年—1935年）是一位英國插畫家。他的兩名兄弟亨利與西德尼也是插畫家。
華特曾先後在幾家雜誌工作，並為《魯濱遜漂流記》等幾部作品繪製插畫。1891年，《岸邊雜誌》的編輯本想託請他為《福爾摩斯冒險史》繪製插圖，但因將信誤寄給他的兄長西德尼，致使西德尼接下此一工作，不過後來西德尼便將華特的相貌作為大偵探福爾摩斯的原型（但亨利·佩吉特卻認為華特是福爾摩斯原型這種說法是錯的）。而後，華特也曾替福爾摩斯探案系列中《垂死偵探探案》繪製插圖。